# Marlene Schnabel-Marquardt

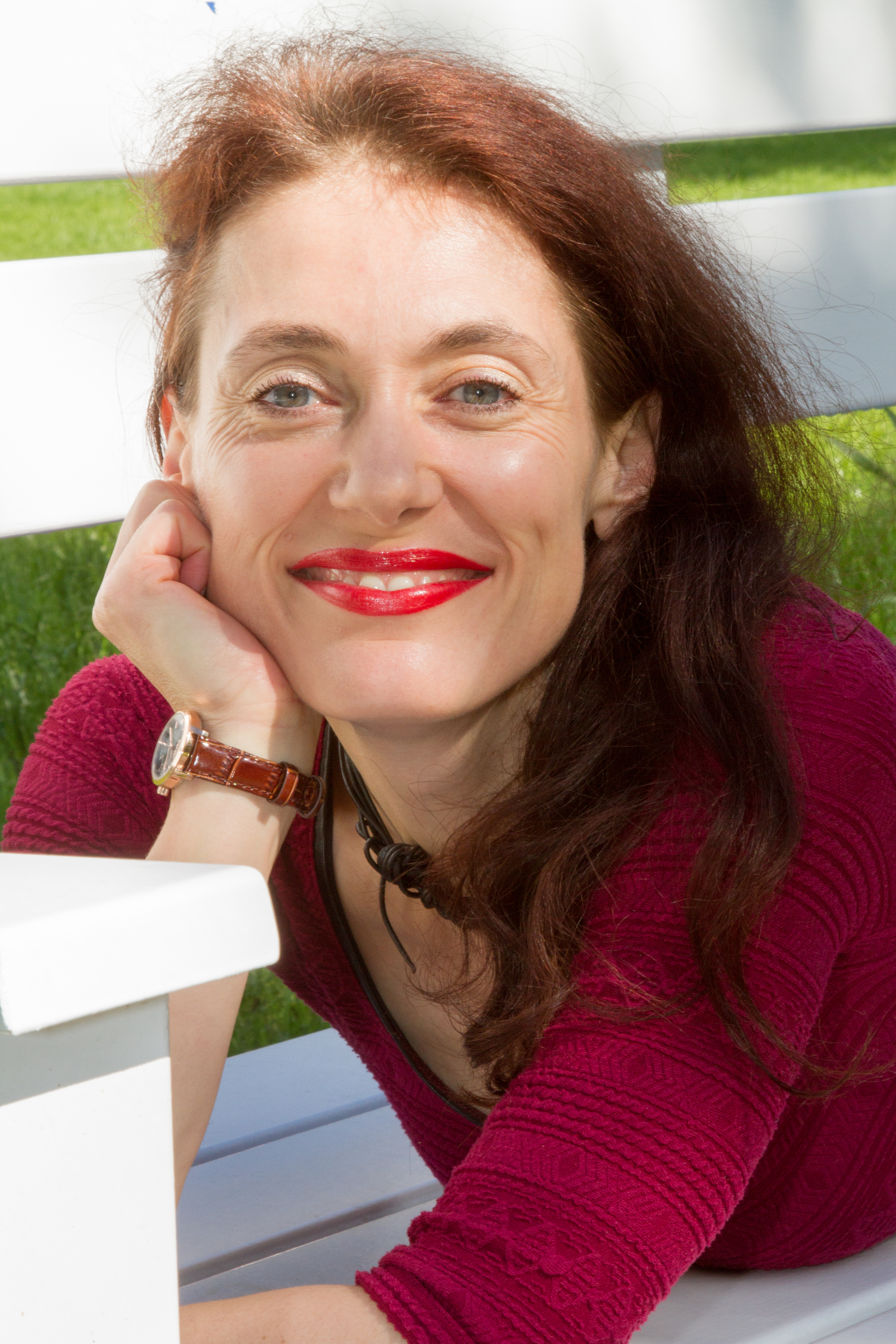
Marlene Marquardt

Marlene Schnabel-Marquardt oder Marlene Marquardt (* 5. November 1970 in Neustadt an der Weinstraße) ist eine deutsche Mehrsparten-Künstlerin, die Genre-übergreifend arbeitet und Chanson-Konzerte, Kunstperformances sowie soziale Kulturprojekte realisiert. Sie ist Verlegerin der Labels FreieKunst.Com und Markant Music sowie Geschäftsführerin der gemeinnützigen Unternehmergesellschaft Weimar MaMuTh gUG (haftungsbeschränkt), welche Kunstaktionen für Menschen mit Behinderungen fördert.

## Leben
Marlene Marquardts Mutter führte eine eigene Töpferwerkstatt, ihr Vater war Kaufmann und Maler. Mit sechs Jahren bekam sie Klavierunterricht. Sie nahm Unterricht bei dem Jazzpianisten Jörg Schöllhorn und Billy-Cobham-Drummer Johannes Fries. Mit Sebastian Gramss gründete sie das Quartett Blue Nightwalk, aus der sich die Gruppen Marlow Markar und die Marlene Marquardt-Band entwickelten. In ihrer Band spielte sie unter anderem mit dem Schlagzeuger und dem Bassisten der Ska-Band The Busters, Stefan Breuer und mit Rolf Breyer. Mit dem Dramaturgen und Schauspieler Matthias Folz gründete sie das Kinder- und Jugendtheater Speyer, in dem sie 15 Jahre lang die musikalische Leitung innehatte.
Nach dem Abitur studierte sie an der Europäischen Kunstakademie Trier und der staatlichen Bauhaus-Universität Weimar. Seit 2009 lebt und arbeitet sie in Weimar in ihrem Atelierhaus. Sie betreibt seit 2016 die Galerie und Musikbühne MaMuTh in Weimar. Seit Februar 2019 ist sie von ihrem Ehemann geschieden und arbeitet wieder wie zuvor unter ihrem Geburtsnamen Marquardt.

## Künstlerisches Werk
Die musikalischen Produktionen von Marquardt erschienen bisher alle im Selbstverlag der Markant Music.
2017 fand das Dokumentations-TV-Projekt Mixed Up Art von Sky Arts mit ihr und Max Moor statt. Sie machte ihren Auftritt davon abhängig, dass der Erlös Maria-Montessori-Schulen gestiftet wird, was nach dem Verkauf der daraus hervorgegangenen Kunstwerke auch geschah. Ausgestellt wurde die Serie Melting Pot im Februar 2018 in der Alten Kongresshalle München.
Im Dezember 2018 erschienen die Berichte des musikwissenschaftlichen Seminars der Freiburger Universität unter Berufung im Eingangstext auf Marlene Marquardts Thesen zu Hector Berlioz’ kompositorischer Arbeit und der mittlerweile belegten Korrelation zu einer epileptischen Erkrankung Berlioz, nachdem Marquardt zu diesem Thema einen beratenden Bericht an den Musikwissenschafter Christian Berger und den Epileptologen Dirk-Matthias Altenmüller für deren wissenschaftliche Untersuchungen verfasst hatte.
Marlene Marquardt begründete Anfang 2017 die Action-Painting-Malerei mit eingeschmolzenen Gelatinesüßigkeiten.

## Auszeichnungen
- 1999: Die Komposition Das Lied der Mignon wird vom Sender 3sat für das Goethe-Jahr 1999 Wege nach Weimar ausgewählt.
- 1995: Keyboarderin des Jahres, ausgezeichnet durch die Kulturstiftung der Länder
- 1994: Preisträgerin deutscher Gesangswettbewerb, Hamburg

## Werke
Einzelausstellungen (Auswahl)
- 2002: Eichbaum Galerie in Speyer
- 2002: Galerie Orffeo Mannheim
- 2002: Galerie redensart Ludwigshafen, Malerei+Skulpturen
- 2003: Creadom Mannheim
- 2003: Deutsches Epilepsie-Museum Kehl Kork: Bilderbuch-Ölgemälde
- 2003: Galerie Orffeo Mannheim: Geheimnis der Elwedritsche
- 2008: Ernst-Bloch-Zentrum Ludwigshafen
- 2009: Mannheim, Zeit VI
- 2013: Zebra-Projekt, Kunstperformances (Einzelperformance)
- 2014–15: Das Zeitgeschenk
- 2017: Weimar Around the World[4]

Diskografie
- CD Die Sieger des Rock & Pop-Preises, 1992
- CD Dreamland Mind, Markant Music 1994/95
- CD Oui! Si!, Markant Music 1995
- CD trance, music enterprises 1998
- CD Tutto é Bene, Markant Music 1999
- CD Be Yourself, Markant Music 2001 (Chanson Pop Delux Album)
- CD Das Ferne Blau, Palatina Viva Marsilius Tonspuren Verlag 2004, ISBN 3935071175 (Kulturstiftung SWR Musikhörbuch, Vertonungen von Gedichten des Autors Arno Reinfrank mit Musik von Marlene Schnabel-Marquardt und Künstlern aus Rheinland-Pfalz)
- Doppel-CD Fabelhaft, Markant Music 2012, ISBN 978-3-00-037698-6.
- Vier Musiktheater-Stücke von Marlene Schnabel-Marquardt: Joskeha, Fabelhaft, Münchhausen Junior, Alfred Hitzkopf
- Doppel-CD Aura-Energia, Markant Music 2012
- Doppel-CD Villa Marzipan, Markant Music 2012, ISBN 978-3-00-040048-3.
- CD Das Zeitgeschenk, Markant Music 2015
- CD Kometa auf Reisen, Markant Music 2016
- CD Soul Piano, Markant Music 2016

Theaterstücke
Texte und Musik von Marlene Marquardt:
- Fabelhaft, Geschichten über Fabelwesen, Freundschaften und Fantasie. ISBN 978-3-00-037698-6
- Münchhausen Junior, ganz neue Lügengeschichten aus der Kindheit des altbekannten Barons. ISBN 978-3-00-037698-6
- Joskeha, ein poetisches Indianermärchen ab 5 über das Thema Freundschaft, und was es heißt, im Einklang mit der Natur zu leben. ISBN 978-3-00-037698-6
- Villa Marzipan, Familien Weihnachts-Marionetten-Musical für alle Altersgruppen zum Thema Überbevölkerung. ISBN 978-3-00-040048-3
- Alfred Hitzkopf, Kinder-Musiktheaterkrimi ab 6 Jahren. ISBN 978-3-00-037698-6
- T-Faul, Ein Stück über Medienkonsum bei Kindern.
- Picassina, Livemalerei Theaterstück für Kinder ab 2 Jahren.

## Schriften
- Marlene Schnabel-Marquardt, Paula Marquardt: Das Geheimnis der Elwedritschen. FreieKunst.Com, 2015, ISBN 151915741X.
- All about Love, Piano-Guitar-Vocal-Songbook Vol. 1, Markant Music, 38 Jazz- und Chanson-Kompositionen von Marlene Marquardt, ISBN 9781533654014.
- Marlene Schnabel-Marquardt: Kometa auf Reisen. FreieKunst.Com 2016, ISBN 978-1533335272, 46 Seiten.